# Indian Wells Open 2016 - Qualificazioni singolare femminile
Le qualificazioni del singolare femminile dell'Indian Wells Open 2016 sono state un torneo di tennis preliminare per accedere alla fase finale della manifestazione. Le vincitrici dell'ultimo turno sono entrate di diritto nel tabellone principale. In caso di ritiro di una o più giocatrici aventi diritto, a queste sono subentrate le lucky loser, ossia le giocatrici che hanno perso nell'ultimo turno ma che avevano una classifica più alta rispetto alle altre partecipanti che avevano comunque perso nel turno finale.

## Giocatrici

### Teste di serie
1. Anna-Lena Friedsam (ultimo turno, Lucky Loser)
2. Zheng Saisai (ultimo turno)
3. Kateryna Bondarenko (qualificata)
4. Hsieh Su-wei (primo turno)
5. Kirsten Flipkens (ultimo turno)
6. Ana Konjuh (primo turno)
7. Laura Siegemund (qualificata)
8. Kurumi Nara (qualificata)
9. Elena Vesnina (primo turno)
10. Anett Kontaveit (ultimo turno)
11. Anastasija Sevastova (ultimo turno)
12. Donna Vekić (qualificata)

1. Aljaksandra Sasnovič (qualificata)
2. Kristýna Plíšková (qualificata)
3. Evgenija Rodina (primo turno)
4. Nicole Gibbs (qualificata)
5. Naomi Ōsaka (ultimo turno)
6. Magda Linette (primo turno)
7. Lourdes Domínguez Lino (ultimo turno)
8. Kiki Bertens (qualificata)
9. Kateřina Siniaková (qualificata)
10. Klára Koukalová (primo turno)
11. Anna Tatišvili (primo turno)
12. Pauline Parmentier (qualificata)

### Qualificate
1. Nicole Gibbs
2. Pauline Parmentier
3. Kateryna Bondarenko
4. Kristýna Plíšková
5. Aljaksandra Sasnovič
6. Kiki Bertens

1. Laura Siegemund
2. Kurumi Nara
3. Kateřina Siniaková
4. Risa Ozaki
5. Taylor Townsend
6. Donna Vekić

#### Lucky loser
1. Anna-Lena Friedsam

## Tabellone

### Legenda
| - Q = Qualificato - WC = Wild card - LL = Lucky loser | - ALT = Alternate - SE = Special Exempt - PR = Protected Ranking | - w/o = Walkover - r = Ritirato - d = Squalificato |

### Sezione 1
|  | Primo turno | Primo turno        | Primo turno       | Primo turno | Primo turno |  |  | Ultimo turno | Ultimo turno       | Ultimo turno | Ultimo turno | Ultimo turno |  |
|  |             |                    |                   |             |             |  |  |              |                    |              |              |              |  |
|  | 1           | Anna-Lena Friedsam | 4                 | 6           | 6           |  |  |              |                    |              |              |              |  |
|  |             | Julia Glushko      | 6                 | 0           | 4           |  |  | 1            | Anna-Lena Friedsam | 4            | 7            | 5            |  |
|  |             | Viktorija Golubic  | Viktorija Golubic | 5           | 5           |  |  | 16           | Nicole Gibbs       | 6            | 5            | 7            |  |
|  | 16          | Nicole Gibbs       | Nicole Gibbs      | 7           | 7           |  |  |              |                    |              |              |              |  |

### Sezione 2
|  | Primo turno | Primo turno        | Primo turno  | Primo turno | Primo turno |  |  | Ultimo turno | Ultimo turno       | Ultimo turno       | Ultimo turno | Ultimo turno |  |
|  |             |                    |              |             |             |  |  |              |                    |                    |              |              |  |
|  | 2           | Zheng Saisai       | Zheng Saisai | 7           | 6           |  |  |              |                    |                    |              |              |  |
|  | WC          | Sofia Kenin        | Sofia Kenin  | 5           | 2           |  |  | 2            | Zheng Saisai       | Zheng Saisai       | 2            | 62           |  |
|  |             | Kateryna Kozlova   | 6            | 63          | 1           |  |  | 24           | Pauline Parmentier | Pauline Parmentier | 6            | 7            |  |
|  | 24          | Pauline Parmentier | 1            | 7           | 6           |  |  |              |                    |                    |              |              |  |

### Sezione 3
|  | Primo turno | Primo turno            | Primo turno         | Primo turno | Primo turno |  |  | Ultimo turno | Ultimo turno           | Ultimo turno           | Ultimo turno | Ultimo turno |  |
|  |             |                        |                     |             |             |  |  |              |                        |                        |              |              |  |
|  | 3           | Kateryna Bondarenko    | Kateryna Bondarenko | 6           | 6           |  |  |              |                        |                        |              |              |  |
|  |             | Paula Kania            | Paula Kania         | 0           | 4           |  |  | 3            | Kateryna Bondarenko    | Kateryna Bondarenko    | 6            | 6            |  |
|  | WC          | Maria Sanchez          | 63                  | 6           | 2           |  |  | 19           | Lourdes Domínguez Lino | Lourdes Domínguez Lino | 4            | 0            |  |
|  | 19          | Lourdes Domínguez Lino | 7                   | 3           | 6           |  |  |              |                        |                        |              |              |  |

### Sezione 4
|  | Primo turno | Primo turno       | Primo turno  | Primo turno | Primo turno |  |  | Ultimo turno | Ultimo turno      | Ultimo turno      | Ultimo turno | Ultimo turno |  |
|  |             |                   |              |             |             |  |  |              |                   |                   |              |              |  |
|  | 4           | Hsieh Su-wei      | Hsieh Su-wei | 5           | 1           |  |  |              |                   |                   |              |              |  |
|  |             | Han Xinyun        | Han Xinyun   | 7           | 6           |  |  |              | Han Xinyun        | Han Xinyun        | 1            | 2            |  |
|  | WC          | Sachia Vickery    | 0            | 6           | 3           |  |  | 14           | Kristýna Plíšková | Kristýna Plíšková | 6            | 6            |  |
|  | 14          | Kristýna Plíšková | 6            | 4           | 6           |  |  |              |                   |                   |              |              |  |

### Sezione 5
|  | Primo turno | Primo turno          | Primo turno          | Primo turno | Primo turno |  |  | Ultimo turno | Ultimo turno         | Ultimo turno         | Ultimo turno | Ultimo turno |  |
|  |             |                      |                      |             |             |  |  |              |                      |                      |              |              |  |
|  | 5           | Kirsten Flipkens     | Kirsten Flipkens     | 7           | 6           |  |  |              |                      |                      |              |              |  |
|  |             | Louisa Chirico       | Louisa Chirico       | 5           | 3           |  |  | 5            | Kirsten Flipkens     | Kirsten Flipkens     | 1            | 2            |  |
|  |             | Sesil Karatančeva    | Sesil Karatančeva    | 5           | 4           |  |  | 13           | Aljaksandra Sasnovič | Aljaksandra Sasnovič | 6            | 6            |  |
|  | 13          | Aljaksandra Sasnovič | Aljaksandra Sasnovič | 7           | 6           |  |  |              |                      |                      |              |              |  |

### Sezione 6
|  | Primo turno | Primo turno        | Primo turno        | Primo turno | Primo turno |  |  | Ultimo turno | Ultimo turno       | Ultimo turno       | Ultimo turno | Ultimo turno |  |
|  |             |                    |                    |             |             |  |  |              |                    |                    |              |              |  |
|  | 6           | Ana Konjuh         | Ana Konjuh         | 1           | 3           |  |  |              |                    |                    |              |              |  |
|  |             | Aleksandra Wozniak | Aleksandra Wozniak | 6           | 6           |  |  |              | Aleksandra Wozniak | Aleksandra Wozniak | 4            | 2            |  |
|  |             | Duan Yingying      | 6                  | 3           | 0           |  |  | 20           | Kiki Bertens       | Kiki Bertens       | 6            | 6            |  |
|  | 20          | Kiki Bertens       | 3                  | 6           | 6           |  |  |              |                    |                    |              |              |  |

### Sezione 7
|  | Primo turno | Primo turno     | Primo turno     | Primo turno | Primo turno |  |  | Ultimo turno | Ultimo turno    | Ultimo turno    | Ultimo turno | Ultimo turno |  |
|  |             |                 |                 |             |             |  |  |              |                 |                 |              |              |  |
|  | 7           | Laura Siegemund | Laura Siegemund | 6           | 6           |  |  |              |                 |                 |              |              |  |
|  |             | Jarmila Wolfe   | Jarmila Wolfe   | 2           | 2           |  |  | 7            | Laura Siegemund | Laura Siegemund | 6            | 6            |  |
|  |             | Tamira Paszek   | 7               | 4           | 4           |  |  | 17           | Naomi Ōsaka     | Naomi Ōsaka     | 2            | 3            |  |
|  | 17          | Naomi Ōsaka     | 5               | 6           | 6           |  |  |              |                 |                 |              |              |  |

### Sezione 8
|  | Primo turno | Primo turno          | Primo turno          | Primo turno | Primo turno |  |  | Ultimo turno | Ultimo turno         | Ultimo turno         | Ultimo turno | Ultimo turno |  |
|  |             |                      |                      |             |             |  |  |              |                      |                      |              |              |  |
|  | 8           | Kurumi Nara          | Kurumi Nara          | 6           | 6           |  |  |              |                      |                      |              |              |  |
|  |             | Patricia Maria Tig   | Patricia Maria Tig   | 2           | 1           |  |  | 8            | Kurumi Nara          | Kurumi Nara          | 6            | 6            |  |
|  |             | Verónica Cepede Royg | Verónica Cepede Royg | 6           | 6           |  |  |              | Verónica Cepede Royg | Verónica Cepede Royg | 4            | 1            |  |
|  | 22          | Klára Koukalová      | Klára Koukalová      | 1           | 4           |  |  |              |                      |                      |              |              |  |

### Sezione 9
|  | Primo turno | Primo turno        | Primo turno        | Primo turno | Primo turno |  |  | Ultimo turno | Ultimo turno       | Ultimo turno       | Ultimo turno | Ultimo turno |  |
|  |             |                    |                    |             |             |  |  |              |                    |                    |              |              |  |
|  | 9           | Elena Vesnina      | Elena Vesnina      | 4           | 3           |  |  |              |                    |                    |              |              |  |
|  | WC          | Julia Boserup      | Julia Boserup      | 6           | 6           |  |  | WC           | Julia Boserup      | Julia Boserup      | 0            | 2            |  |
|  | WC          | Raveena Kingsley   | Raveena Kingsley   | 3           | 1           |  |  | 21           | Kateřina Siniaková | Kateřina Siniaková | 6            | 6            |  |
|  | 21          | Kateřina Siniaková | Kateřina Siniaková | 6           | 6           |  |  |              |                    |                    |              |              |  |

### Sezione 10
|  | Primo turno | Primo turno     | Primo turno     | Primo turno | Primo turno |  |  | Ultimo turno | Ultimo turno    | Ultimo turno    | Ultimo turno | Ultimo turno |  |
|  |             |                 |                 |             |             |  |  |              |                 |                 |              |              |  |
|  | 10          | Anett Kontaveit | Anett Kontaveit | 6           | 6           |  |  |              |                 |                 |              |              |  |
|  |             | Maria Sakkarī   | Maria Sakkarī   | 4           | 3           |  |  | 10           | Anett Kontaveit | Anett Kontaveit | 65           | 4            |  |
|  |             | Risa Ozaki      | 2               | 7           | 6           |  |  |              | Risa Ozaki      | Risa Ozaki      | 7            | 6            |  |
|  | 18          | Magda Linette   | 6               | 63          | 4           |  |  |              |                 |                 |              |              |  |

### Sezione 11
|  | Primo turno | Primo turno          | Primo turno          | Primo turno | Primo turno |  |  | Ultimo turno | Ultimo turno         | Ultimo turno | Ultimo turno | Ultimo turno |  |
|  |             |                      |                      |             |             |  |  |              |                      |              |              |              |  |
|  | 11          | Anastasija Sevastova | Anastasija Sevastova | 6           | 6           |  |  |              |                      |              |              |              |  |
|  |             | Jessica Pegula       | Jessica Pegula       | 2           | 2           |  |  | 11           | Anastasija Sevastova | 2            | 7            | 2            |  |
|  | WC          | Taylor Townsend      | Taylor Townsend      | 6           | 7           |  |  | WC           | Taylor Townsend      | 6            | 5            | 6            |  |
|  | 15          | Evgenija Rodina      | Evgenija Rodina      | 2           | 6(1)        |  |  |              |                      |              |              |              |  |

### Sezione 12
|  | Primo turno | Primo turno       | Primo turno | Primo turno | Primo turno |  |  | Ultimo turno | Ultimo turno  | Ultimo turno | Ultimo turno | Ultimo turno |  |
|  |             |                   |             |             |             |  |  |              |               |              |              |              |  |
|  | 12          | Donna Vekić       | 6           | 4           | 6           |  |  |              |               |              |              |              |  |
|  |             | An-Sophie Mestach | 3           | 6           | 1           |  |  | 12           | Donna Vekić   | 6            | 2            | 6            |  |
|  |             | Jana Čepelová     | 2           | 7           | 6           |  |  |              | Jana Čepelová | 3            | 6            | 2            |  |
|  | 23          | Anna Tatišvili    | 6           | 5           | 1           |  |  |              |               |              |              |              |  |